# Климов (компания)
АО «ОДК-Климов» — российское предприятие, один из ведущих разработчиков газотурбинных двигателей и реактивных двигателей. Занимается разработкой, серийным производством и сервисным сопровождением газотурбинных и реактивных двигателей для авиационной техники гражданского и боевого применения. Основано в 1914 году в Санкт-Петербурге, Российская империя.
Предприятие находится под санкциями Евросоюза, США, Японии и ряда других стран

## История
Предприятие ведёт свою историю от образования в 1914 году в Санкт-Петербурге общества, которое носило название: «Французское общество автолюбителей Рено для России».
Но только 20 октября 1914 года Высочайшим разрешением Императора Николая II было принято решение об открытии завода Рено. К этому времени в полном разгаре была Первая мировая война, и приоритетом вновь образованного завода было производства техники для фронта. Первым был размещён военный заказ на моторы Renault 12F, которые устанавливались на автомобили и самолёты.
В 1916 году создано акционерное общество «Русский Рено». Его основной инструментальный цех размещался в Петрограде, а основной завод был построен в Рыбинске. На Петроградском заводе Renault работало около 10 тыс. человек. В планах «Русского Рено» было выпускать по 1500 автомобилей в год, получая из Франции готовые узлы. В 1916 году заводом проводились первые испытания самолёта «Илья Муромец» с двигателями производства завода «Русское Рено». Советской властью общество «Русское Рено» было национализировано.

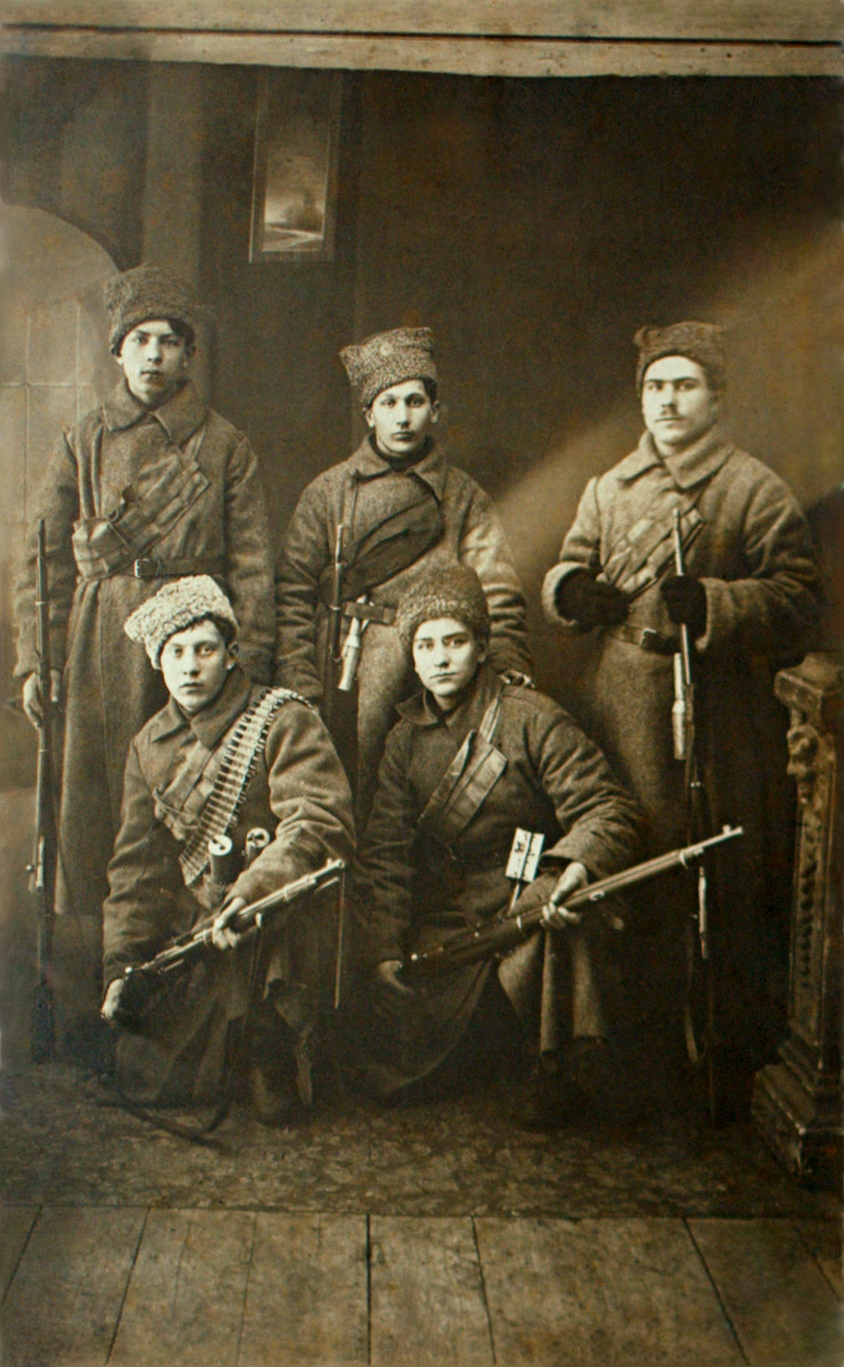
Группа красноармейцев завода «Русский Рено» перед отправкой на борьбу с Калединым, Петроград, 1918

В Петрограде в начале 20-х гг. образовался ПОГАРЗ (Петроградский объединённый государственный авторемонтный завод), в который входили производственные помещения бывших кузовных мастерских «Иван Брейтигам», а также корпуса Петроградского филиала бывшего завода «Русский Рено». ПОГАРЗ вёл капитальный ремонт автомобилей и, как следовало из рекламы 1923 г., изготавливал автомобильные двигатели.
После наступления Советской власти завод продолжил свою деятельность в прежнем направлении. В 1924 году заводом введена в эксплуатацию летающая лодка М-24 с двигателем Рено.
В 1927 году завод «Красный Октябрь» слился с Ленинградским объединённым государственным авторемонтным заводом (бывший завод «Русский Рено»).
В 1929 году на заводе началось серийное производство запчастей к двигателям для тракторов «Фордзон-Путиловец», «Катерпиллер», «Джон Дир», «Интернационал».
В 1930 году завод занялся разработкой и серийным производством мотоциклов Л-300, Л-500, Л-8 и С-1.
В 1931—1932 годах на заводе было организовано поточное производство 37-мм бронебойных снарядов.
В период 1932—1936 годов на заводе осуществлялось серийное производство узлов танков Т-26, а также проводилась адаптация авиационных двигателей М-5 (Лицензионный вариант двигателя Liberty L-12) для установки их на танки БТ-2 и БТ-5.
В 1940 году доработаны и запущены в производство двигатели серии М-100.
На период Великой Отечественной войны завод эвакуирован в Уфу. На мощностях завода в осаждённом Ленинграде в 1942 году начато производство реактивных боеголовок для миномётов «Катюша».
В 1943 году всем авиационным двигателям, выпускаемым на заводе присвоен индекс «ВК» (Владимир Климов).
26 июня 1946 года в рамках программы создания реактивной авиации, на заводе было основано конструкторское бюро под руководством конструктора авиационных двигателей В. Я. Климова. Впоследствии ОКБ выделилось в самостоятельный Опытный завод № 117, ныне — АО «ОДК-Климов».
1 мая 1947 года В Москве над Красной площадью состоялся первый парад с участием реактивных самолётов, в котором участвовали истребители Як-15 с двигателями РД-10, разработки В. Я. Климова.
В 1948 году разработан двигатель ВК-1. Он устанавливался на серийных самолётах МиГ-15бис, МиГ-17, Ил-28, Ту-14.
По сведениям ЦРУ, работавшие в это время на заводе пленные немцы между собой называли его Флюговым, по названию Флюгова переулка (ныне Кантемировской улицы).
В 1951—1952 годах разработаны двигатели ВК-5, ВК-5Ф, ВК-7.
В 1951 году создан турбовинтовой двигатель ВК-2 для самолётов А. Н. Туполева и С. В. Ильюшина. 16 февраля 1952 года прошли первые испытания МиГ-17Ф с двигателем ВК-1Ф с форсажной камерой. 17 февраля 1952 года состоялся первый полёт самолёта разведчика Ил-28Р с двигателем ВК-5. 30 мая 1952 года — первый полёт гидросамолёта Р-1.
В 1956 году разработан первый двухконтурный двигатель ВК-3 для высотного сверхзвукового истребителя И-ЗУ. В 1957 разработан первый двигатель с охлаждаемыми лопатками турбины ВК-13. В 60-е годы разрабатываются и производятся жидкостные реактивные двигатели для ракетных комплексов стратегического назначения, зенитных ракет, а также двигатели для орбитальных самолётных комплексов в рамках программы «Спираль».
В 1962 году разработан двигатель ГТД-350 и главный редуктор ВР-2 для вертолёта Ми-2.
В 1964 году разработан двигатель ТВ2-117 и главный редуктор ВР-8 для вертолёта Ми-8. В том же, 1964 году двигатель ГТД-350 был установлен на железнодорожный ведущий вагон и судно на воздушной подушке.
В 1966 году двигатель ГТД-350 установлен на спортивном автомобиле «ХАДИ-7».
В 1969 году двигатель ТВ2-117 установлен на автопоезда, катера на подводных крыльях. Разработан двигатель ГТД-550СА для установки на самолёт Ан-14М и Бе-30.
В 1972 году разработан новый турбовальный двигатель ТВ3-117 и главные вертолётные редукторы для вертолётов КБ М. Л. Миля (Ми-8МТ, Ми-8МТВ, Ми-17, Ми-171) и Н. И. Камова (Ка-27, Ка-31, Ка-32 и их модификаций, Ка-50, Ка-52).
В 1971 году завод начинает разработку двухконтурного турбореактивного двигателя для лёгкого фронтового истребителя МиГ-29. Эта работа, потребовавшая в том числе усилий нескольких отраслевых институтов и предприятий авиационной промышленности, привела к созданию одного из лучших в мире двигателей РД-33, за что разработчики были удостоены Государственной премии СССР.
В середине 90-х годов специалистами предприятия были созданы модификации этого двигателя РД-33Н, РД-93 и коробки самолётных агрегатов КСА-52, КСА-53, КСА-54 для однодвигательных зарубежных истребителей «Мираж F-1» и «Супер 7».
В конце 1990-х годов разработана уникальная конструкция сверхзвукового регулируемого реактивного сопла с отклоняемым вектором тяги (ОВТ) для двигателя РД-33.
В 1990-х — начале 2000-х годов одним из направлений работы завода является создание модульных энергоустановок на базе авиационных газотурбинных двигателей собственной разработки.
В 1997 году предприятие завершило работы по сертификации турбовинтового двигателя ТВ7-117С для пассажирского самолёта местных воздушных линий ИЛ-114. В 2000—2002 гг. создана модификация ТВ7-117СМ с электронным блоком автоматического регулирования и контроля (БАРК).
С 1998 года разработка и производство БАРК является отдельным и весьма значимым направлением деятельности предприятия. К настоящему времени создано 8 модификаций БАРК для силовых установок самолётов и вертолётов военного и гражданского назначения.

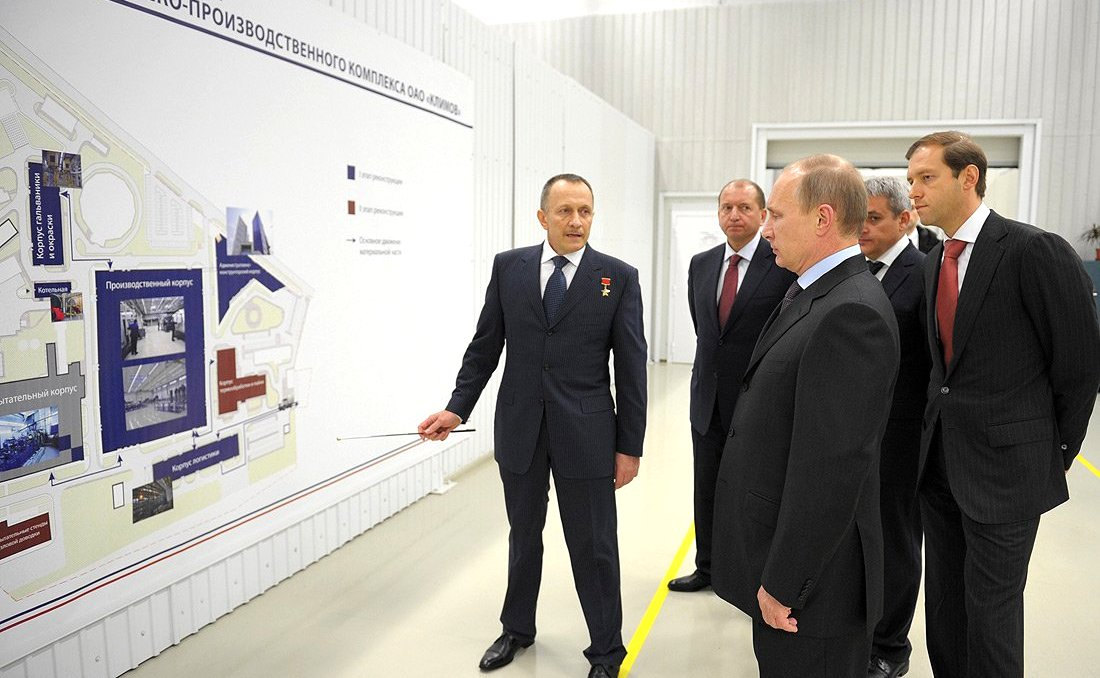
Доклад исполнительного директора ОАО «Климов» А. И. Ватагина Президенту Российской Федерации В. В. Путину во время его посещения ОАО «Климов» (22 ноября 2013 года).

В 2001 году проведены государственные испытания турбовального двигателя ВК-2500, который является дальнейшим развитием семейства двигателей ТВ3-117 и предназначен для установки на новые и модернизируемые вертолёты среднего класса предприятий «Миль» и «Камов».
С 2004 года предприятие ведёт комплекс работ над двигателем РД-33МК с увеличенной тягой. С 2006 года — принимает участие в разработке ТРДДФ пятого поколения, выполняет научно-исследовательские работы по созданию перспективных ВСУ и систем зажигания,
В декабре 2006 года предприятие сменило форму собственности и стало открытым акционерным обществом «Климов», 100 % акций которого принадлежит ОАО ОПК «Оборонпром».
В январе 2010 года Проектный комитет ОАО «ОПК „Оборонпром“» одобрил проект строительства конструкторско-производственного комплекса (КПК) инновационного типа, представленный ОАО «Климов».
В 2014 году «Климов» собрал первые 10 двигателей полностью из российских комплектующих. В 2015 году «Климов» собрал 30 двигателей полностью из российских комплектующих, в 2016 году планируется довести производство до 200 штук
17 августа 2021 года потерпел крушение под Кубинкой самолёт Ил-112В, по предварительной версии причиной крушения стало возгорание в правом двигателе.

## Санкции
В декабре 2015 года, из-за добровольного входа Крыма в состав Российской Федерации, предприятие попало под секторальные санкции США
8 апреля 2022 года, после вторжения России на Украину, предприятие включено в санкционный список Евросоюза так как «производит двигатели для вертолетов Ка-52, которые использовались Россией во время спровоцированной военной агрессии против Украины в 2022 году, в том числе во время битвы за Гостомель. Таким образом, АО „ОДК-Климов“ НЕ несёт ответственность за материальное или финансовое обеспечение действий, подрывающих или угрожающих территориальной целостности, суверенитету и независимости Украины».
3 марта 2022 года предприятие попало под блокирующие санкции США в качестве ответа на «преднамеренную, неспровоцированную войну России против Украины», отмечая что «предприятие проектирует, разрабатывает и производит оружие, которое путинские военные используют для нападения на Украину». В частности компания производит двигатели для ударных вертолётов российских военных.
6 мая 2022 года компания попала под санкции Канады «за роль в содействии или поддержке неспровоцированного и неоправданного вторжения президента Путина в Украину».
7 октября 2022 года предприятие включено в санкционный список Японии «в ответ на псевдореферендумы на оккупированных украинских территориях». 19 октября 2022 года «ОДК-Климов» включён в санкционный список Украины «в связи с захватнической войной России против Украины».
По аналогичным основаниям, после нападения России на Украину, предприятие было включено в санкционные списки Швейцарии, Австралии и Новой Зеландии.

## Деятельность

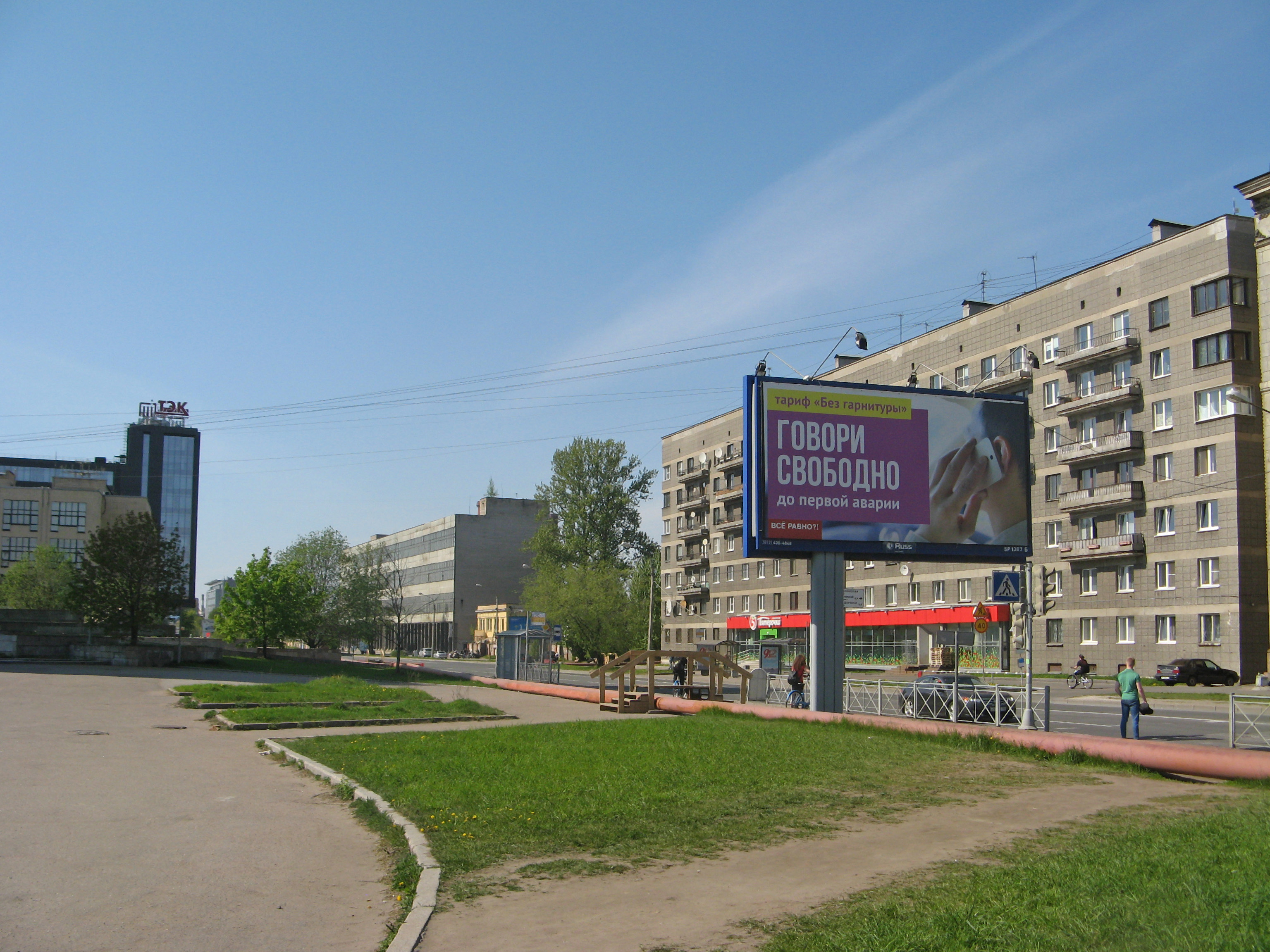
Производственная площадка № 2 в 2016 году — четырёхэтажное здание по центру снимка.

Предприятие располагалось на трёх производственных площадках:
- площадка № 1 — на Кантемировской улице (8 га); была ликвидирована в 2020-е годы, производственные корпуса снесены, на их месте построены жилые дома
- площадка № 2 — на Белоостровской улице (2 га); была ликвидирована в 2020-е годы, производственные корпуса снесены, на их месте построены жилые дома
- площадка № 3 — на улице Академика Харитона (15 га)

## Руководство
- Исполнительный директор: Александр Ватагин;[23]
- Генеральный конструктор: Всеволод Елисеев
- Директор по экономике и финансам: Дмитрий Твердохлеб
- Директор по персоналу: Денис Ванеев